# Azimutgleiche
Als Azimutgleiche wird in der Geografie die Linie aller Punkte auf der Erdoberfläche bezeichnet, von denen aus ein Peilobjekt in derselben rechtweisenden Peilung erscheint. Können zwei Azimutgleichen ermittelt werden, so ist der Schnittpunkt dieser beiden Linien der eigene Standort.